# Steinkiste von Skrelunda

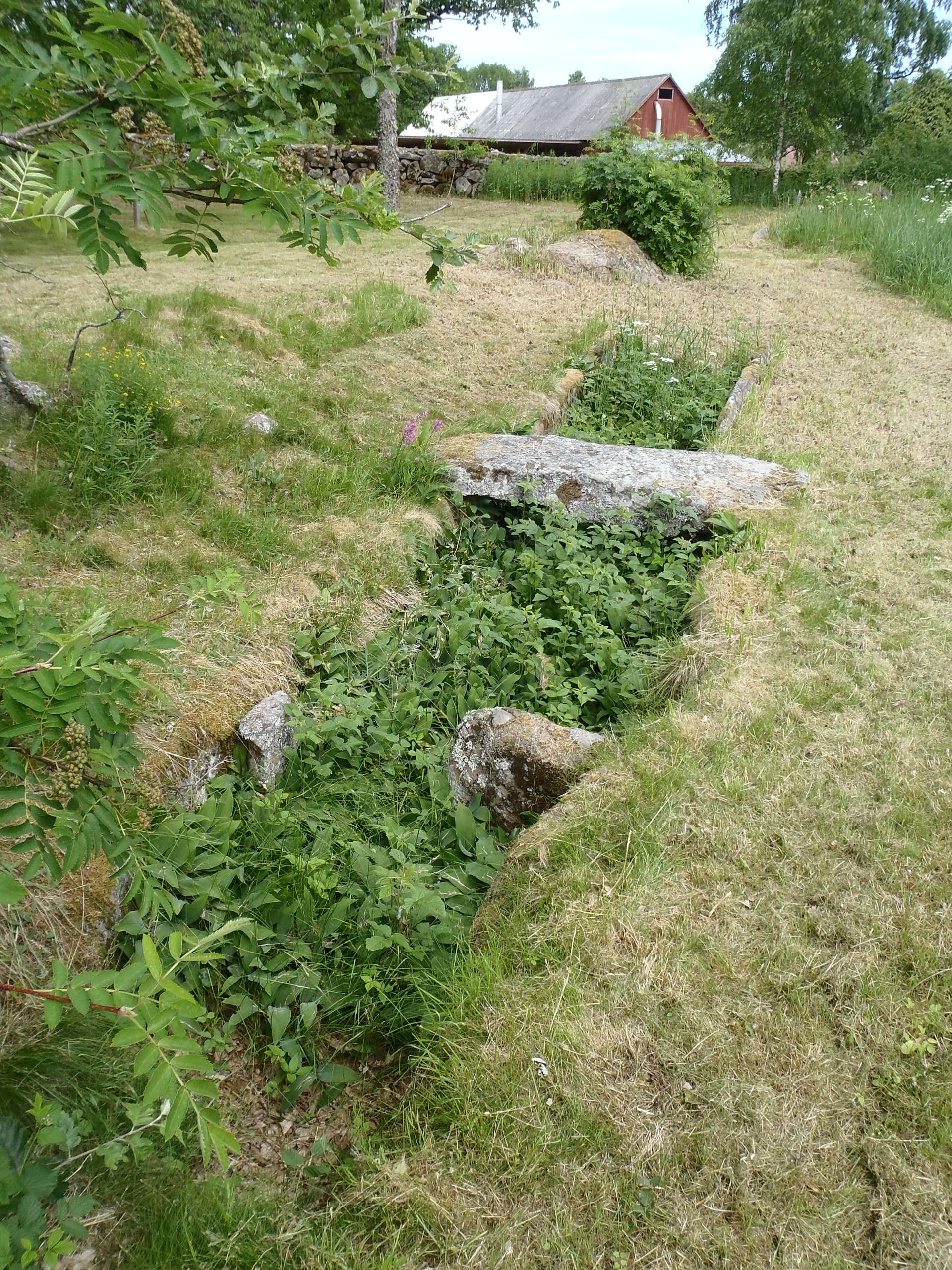
Steinkiste von Skrelunda

Die Steinkiste von Skrelunda liegt südlich von Skara zwischen den Seen Vänern und Vättern im Kirchspiel Härlunda in der Provinz Västra Götalands län in Schweden. Die Anlage entstand zwischen 3500 und 2800 v. Chr. als Großsteingrab der Trichterbecherkultur (TBK).
Die Nordost-Südwest orientierte megalithische Steinkiste ist etwa 8,0 m lang, 1,6 m breit und hat drei Kammern. Die nördliche und die mittlere Kammer sind etwa 3,0 m lang, die südliche etwa 2,0 m. Sie besteht aus Platten, deren größte etwa 2,2 m lang, mindestens 0,7 m hoch und 0,10–0,12 m dick sind. Der Durchgang zwischen den Kammern erfolgt durch ein sogenanntes Seelenloch (schwedisch Gavelhål). Es besteht im Norden aus einer Ausnehmung von etwa 40 cm Durchmesser, die je zur Hälfte in zwei benachbarte Platten gepickt wurde. Die Steinkiste hat eine Tiefe von 0,7 m. Die Decksteine fehlen bis auf einen etwa 2,0 m langen, 0,5 m breiten und 0,2 m dicken Stein, der unmittelbar südlich des nördlichen Endes der mittleren Kammer liegt. Vom südlichen Seelenloch befindet sich an der westlichen Seite eine 0,5 Meter hohe, 0,25 Meter breit und 0,11 Meter dicke Restplatte. Westlich der Kiste lagen früher ein paar Blöcke einschließlich eines 1,0 × 0,5 Meter großen und 0,10 Meter dicken Steins, der wahrscheinlich zur Kiste gehörte. 
1902 wurden neben Knochen auch acht Dolche und eine Pfeilspitze aus Feuerstein gefunden.
In der Nähe liegt das Gräberfeld von Brakelund.